# Google Checkout
Google Checkout és un servei de pagaments en línia segur que és proporcionat gratuïtament per Google, i que alhora permet simplificar el procés de pagament per les compres en línia. Els usuaris emmagatzemen la seva targeta de crèdit o dèbit i la informació d'enviament al seu compte de Google, així que ells poden comprar a les botigues que tenen el servei clicant un botó. Google Checkout també ofereix protecció contra fraus, així com una pàgina per al seguiment de les compres i la seva condició.
Google Checkout va ser gratuït per als comerciants fins a l'1 de febrer de 2008. Des d'aquesta data Google càrrega als comerciants un 2,0% més 0,30 USD per transacció (1.5%+0,15 EUR per als comerciants del Regne Unit). També des d'aquesta data, els comerciants que s'anuncien amb comptes AdWords no se'ls carreguen quotes en transaccions mensuals que siguin menors a deu vegades la seva despesa mensual en AdWords.
Abans de ser llançat, va haver especulacions primerenques que Google estava construint un producte per competir amb PayPal. De totes maneres, l'abast de Google Checkout està enfocat a permetre realitzar pagaments en un sol pas des d'un comprador a un venedor. A diferència de PayPal, Google Checkout no permet l'ús de fons emmagatzemats, ni tampoc de pagaments de persona a persona.
eBay (propietari de PayPal) va provocar algunes controvèrsies quan va incloure el Checkout de Google a la llista de mètodes de pagament bloquejats i volia prevenir així els usuaris d'eBay d'utilitzar-lo.
El servei de Google Checkout va estar disponible per primera vegada als Estats Units el 28 de juny de 2006. Aquest servei va estar disponible després al Regne Unit el 13 d'abril de 2007.

## Interrupció
El servei de Google Checkout es va interrompre el 20 de novembre de 2013. Des de llavors Google ofereix el seu nou servei de pagaments amb Google Wallet.